# Allondrelle-la-Malmaison
 (novembre 2016).
Si vous disposez d'ouvrages ou d'articles de référence ou si vous connaissez des sites web de qualité traitant du thème abordé ici, merci de compléter l'article en donnant les références utiles à sa vérifiabilité et en les liant à la section « Notes et références ».
Allondrelle-la-Malmaison (en gaumais : Londrie-la-Molmâjon) est une commune française située dans le département de Meurthe-et-Moselle en région Grand Est.

## Géographie
|                | Virton ( Belgique)      |             |
| Charency-Vezin | Allondelle-la-Malmaison | Tellancourt |
|                | Longuyon                |             |

### Localisation
La commune d'Allondrelle-La-Malmaison est située à l'extrémité nord de l'arrondissement de Briey. Elle fait partie du canton de Longuyon et depuis 2014 appartient à la communauté de communes « Terre Lorraine du Longuyonnais ». Son territoire a pour limites au nord et à l'est le royaume de Belgique (province du Luxembourg), au sud la ville de Longuyon et à l'ouest la commune de Charency-Vezin.

### Lieux-dits et écarts
La Malmaison est un village rattaché à Allondrelle. Les deux villages forment la Commune d'Allondrelle La-Malmaison. Plusieurs écarts se trouvent sur le territoire communal : les fermes de Bellevue, du Varteiller et des Cerisiers.  S'ajoutent également les lieux-dits de Sainte-Reine et de Buré d'Orval.

### Hydrographie

#### Réseau hydrographique
La commune est dans le bassin versant de la Meuse au sein du bassin Rhin-Meuse. Elle est drainée par le ruisseau le Dorlon,.

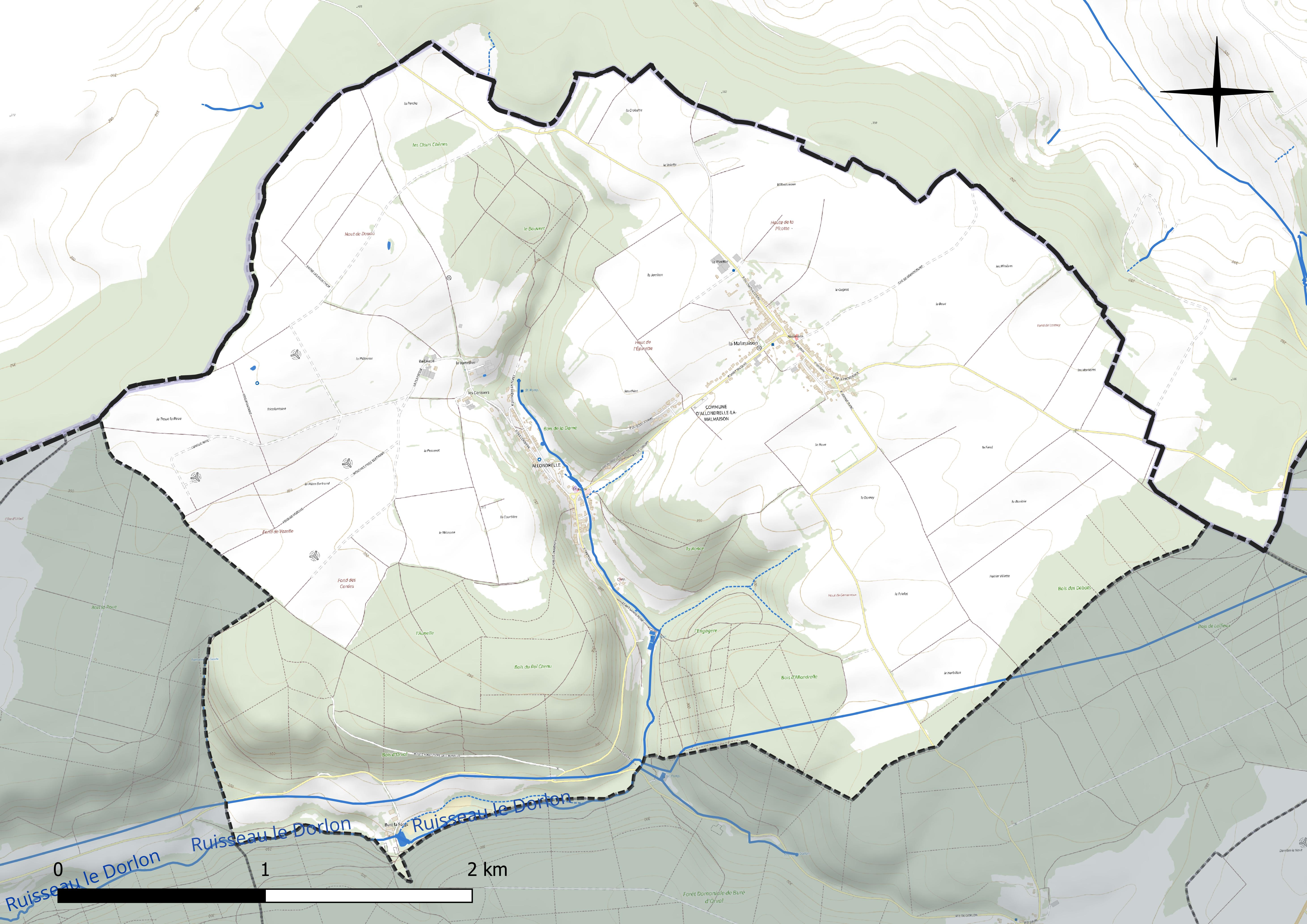
Réseau hydrographique d'Allondrelle-la-Malmaison.

#### Gestion et qualité des eaux
Le territoire communal est couvert par le schéma d'aménagement et de gestion des eaux (SAGE) « Bassin ferrifère ». Ce document de planification concerne le périmètre des anciennes galeries des mines de fer, des aquifères et des bassins versants hydrographiques associés qui s’étend sur 2 418 km2. Les bassins versants concernés sont celui de la Chiers en amont de la confluence avec l'Othain, et ses affluents (la Crusnes, la Pienne, l'Othain), celui de l'Orne et ses affluents et celui de la Fensch, le Veymerange, la Kiesel et les parties françaises du bassin versant de l'Alzette et de ses affluents (Kaylbach, ruisseau de Volmerange). Il a été approuvé le 27 mars 2015. La structure porteuse de l'élaboration et de la mise en œuvre est la région Grand Est.
La qualité des cours d’eau peut être consultée sur un site dédié géré par les agences de l’eau et l’Agence française pour la biodiversité.

### Climat
Pour des articles plus généraux, voir Climat du Grand Est et Climat de Meurthe-et-Moselle.
En 2010, le climat de la commune est de type climat de montagne, selon une étude du Centre national de la recherche scientifique s'appuyant sur une série de données couvrant la période 1971-2000. En 2020, Météo-France publie une typologie des climats de la France métropolitaine dans laquelle la commune est dans une zone de transition entre le climat océanique altéré et le climat océanique altéré et est dans la région climatique Lorraine, plateau de Langres, Morvan, caractérisée par un hiver rude (1,5 °C), des vents modérés et des brouillards fréquents en automne et hiver.
Pour la période 1971-2000, la température annuelle moyenne est de 9,1 °C, avec une amplitude thermique annuelle de 15,9 °C. Le cumul annuel moyen de précipitations est de 960 mm, avec 13,8 jours de précipitations en janvier et 9,8 jours en juillet. Pour la période 1991-2020, la température moyenne annuelle observée sur la station météorologique de Météo-France la plus proche, « Villette », sur la commune de Villette à 4 km à vol d'oiseau, est de 10,1 °C et le cumul annuel moyen de précipitations est de 909,4 mm. 
La température maximale relevée sur cette station est de 39 °C, atteinte le 25 juillet 2019 ; la température minimale est de −14,8 °C, atteinte le 20 décembre 2009,,.
Les paramètres climatiques de la commune ont été estimés pour le milieu du siècle (2041-2070) selon différents scénarios d'émission de gaz à effet de serre à partir des nouvelles projections climatiques de référence DRIAS-2020. Ils sont consultables sur un site dédié publié par Météo-France en novembre 2022.

## Urbanisme

### Typologie
Au 1er janvier 2024, Allondrelle-la-Malmaison est catégorisée commune rurale à habitat dispersé, selon la nouvelle grille communale de densité à sept niveaux définie par l'Insee en 2022.
Elle est située hors unité urbaine et hors attraction des villes,.

### Occupation des sols
L'occupation des sols de la commune, telle qu'elle ressort de la base de données européenne d’occupation biophysique des sols Corine Land Cover (CLC), est marquée par l'importance des territoires agricoles (63,7 % en 2018), une proportion sensiblement équivalente à celle de 1990 (63,4 %). La répartition détaillée en 2018 est la suivante : terres arables (53,8 %), forêts (32,5 %), prairies (9,9 %), zones urbanisées (3,9 %). L'évolution de l’occupation des sols de la commune et de ses infrastructures peut être observée sur les différentes représentations cartographiques du territoire : la carte de Cassini (XVIIIe siècle), la carte d'état-major (1820-1866) et les cartes ou photos aériennes de l'IGN pour la période actuelle (1950 à aujourd'hui).

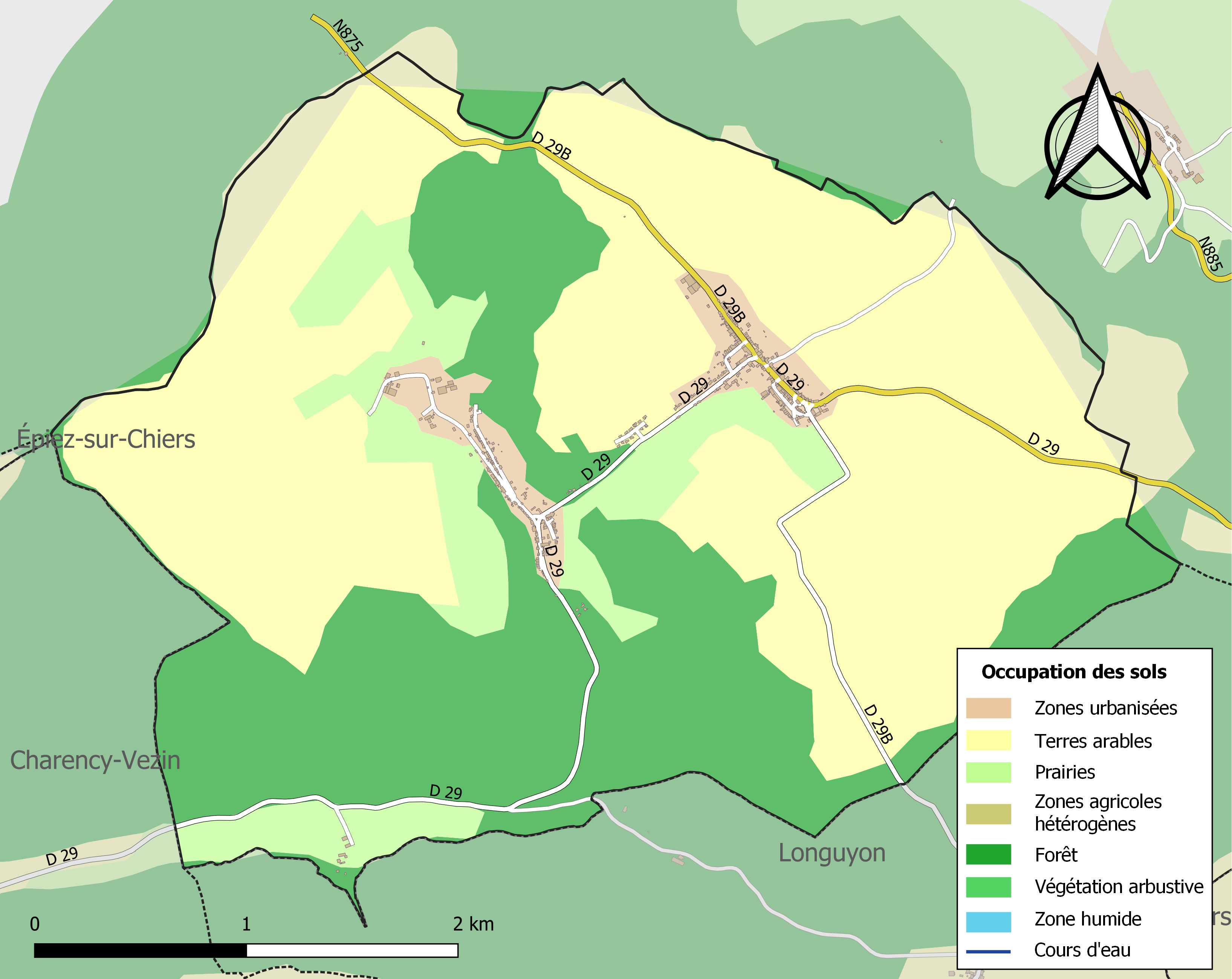
Carte des infrastructures et de l'occupation des sols de la commune en 2018 (CLC).

## Toponymie
Allondrelle est attesté sous les formes Alondrel (XVe siècle) ; Allondrel (1572) ; Allondracum (XVIIe siècle) ; Allondreil (1689). Du lorrain alondrel, alondrelle, variante régionale de hirondelle.
Officialisé en 1956, le nom de la localité concrétise le long destin commun du village d'Allondrelle et de son hameau de la Malmaison, une maison fortifiée du XVIIe siècle. Malmaison est attesté sous les formes Malle Maxon (1305) ; La Maison mal (1756) ; La Maison malle (1762). Malmaison, de mala domus (ou mansio), signifie « mauvaise maison ».

## Politique et administration
| Période                                  | Période  | Identité                  | Étiquette | Qualité                       |
| ---------------------------------------- | -------- | ------------------------- | --------- | ----------------------------- |
| Les données manquantes sont à compléter. |          |                           |           |                               |
| mars 2008                                | En cours | Jean-François Mariemberg, |           | Cadre de la fonction publique |

## Population et société

### Démographie
L'évolution du nombre d'habitants est connue à travers les recensements de la population effectués dans la commune depuis 1793. Pour les communes de moins de 10 000 habitants, une enquête de recensement portant sur toute la population est réalisée tous les cinq ans, les populations de référence des années intermédiaires étant quant à elles estimées par interpolation ou extrapolation. Pour la commune, le premier recensement exhaustif entrant dans le cadre du nouveau dispositif a été réalisé en 2006.

En 2022, la commune comptait 634 habitants, en évolution de −1,55 % par rapport à 2016 (Meurthe-et-Moselle : −0,13 %, France hors Mayotte : +2,11 %).
| 1793 | 1800 | 1806 | 1821 | 1836 | 1841  | 1861  | 1866 | 1872 |
| ---- | ---- | ---- | ---- | ---- | ----- | ----- | ---- | ---- |
| 623  | 685  | 693  | 770  | 999  | 1 074 | 1 035 | 989  | 902  |

| 1876 | 1881 | 1886 | 1891 | 1896 | 1901 | 1906 | 1911 | 1921 |
| ---- | ---- | ---- | ---- | ---- | ---- | ---- | ---- | ---- |
| 885  | 975  | 892  | 777  | 784  | 763  | 735  | 626  | 563  |

| 1926 | 1931 | 1936 | 1946 | 1954 | 1962 | 1968 | 1975 | 1982 |
| ---- | ---- | ---- | ---- | ---- | ---- | ---- | ---- | ---- |
| 557  | 504  | 466  | 399  | 486  | 581  | 560  | 513  | 483  |

| 1990 | 1999 | 2006 | 2011 | 2016 | 2021 | 2022 | - | - |
| ---- | ---- | ---- | ---- | ---- | ---- | ---- | - | - |
| 481  | 519  | 603  | 620  | 644  | 641  | 634  | - | - |

Le recensement effectué en février 2016 a permis de constater une hausse de la population. La commune compte désormais 644 habitants.[réf. nécessaire]

## Économie

### Sidérurgie
Dès le XIVe siècle, Allondrelle connaît une activité métallurgique avec l'installation des forges de Buré (ou Buré d'Orval) et du Dorlon, propriétés des moines de l'abbaye d'Orval. À la fin de ce même siècle, un haut fourneau est érigé à côté de la forge de Buré. L'exploitation du haut-fourneau, détruit au début du XVe siècle, est reprise vers 1470 ; il est alimenté par le minerai de fer sortant des minières de Saint-Pancré... En 1692, le haut-fourneau du Dorlon commence à fonctionner ; sa fonte est affinée aux forges de Buré. Après un arrêt consécutif à la Révolution, ce haut-fourneau est réactivé au milieu du XIXe siècle (vers 1846) pour s'arrêter définitivement en 1860. La forge de Buré, qui a connu deux hauts-fourneaux, s'arrête définitivement en 1885.

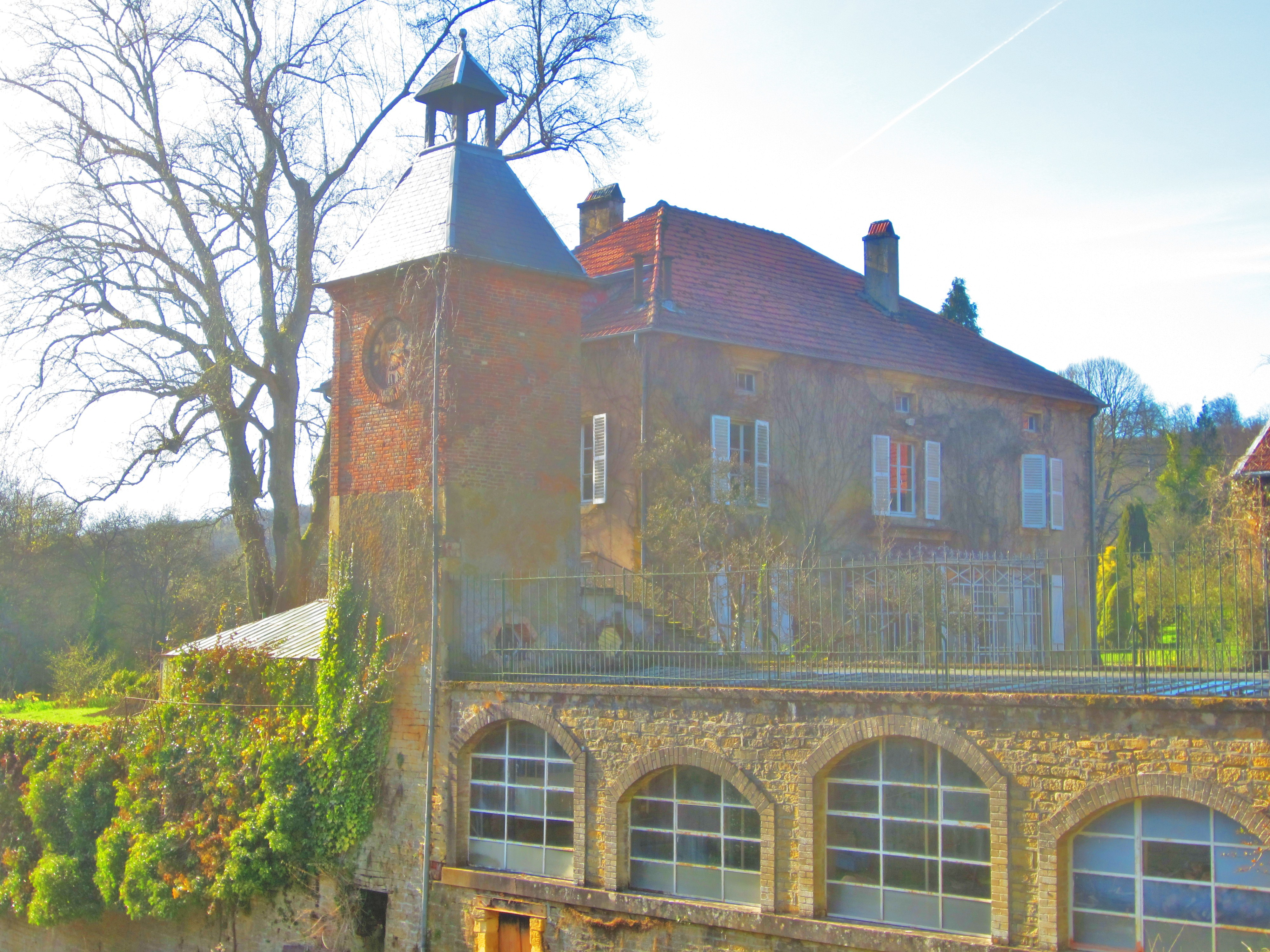
Maison du maître de forge, à Buré-la-Forge.
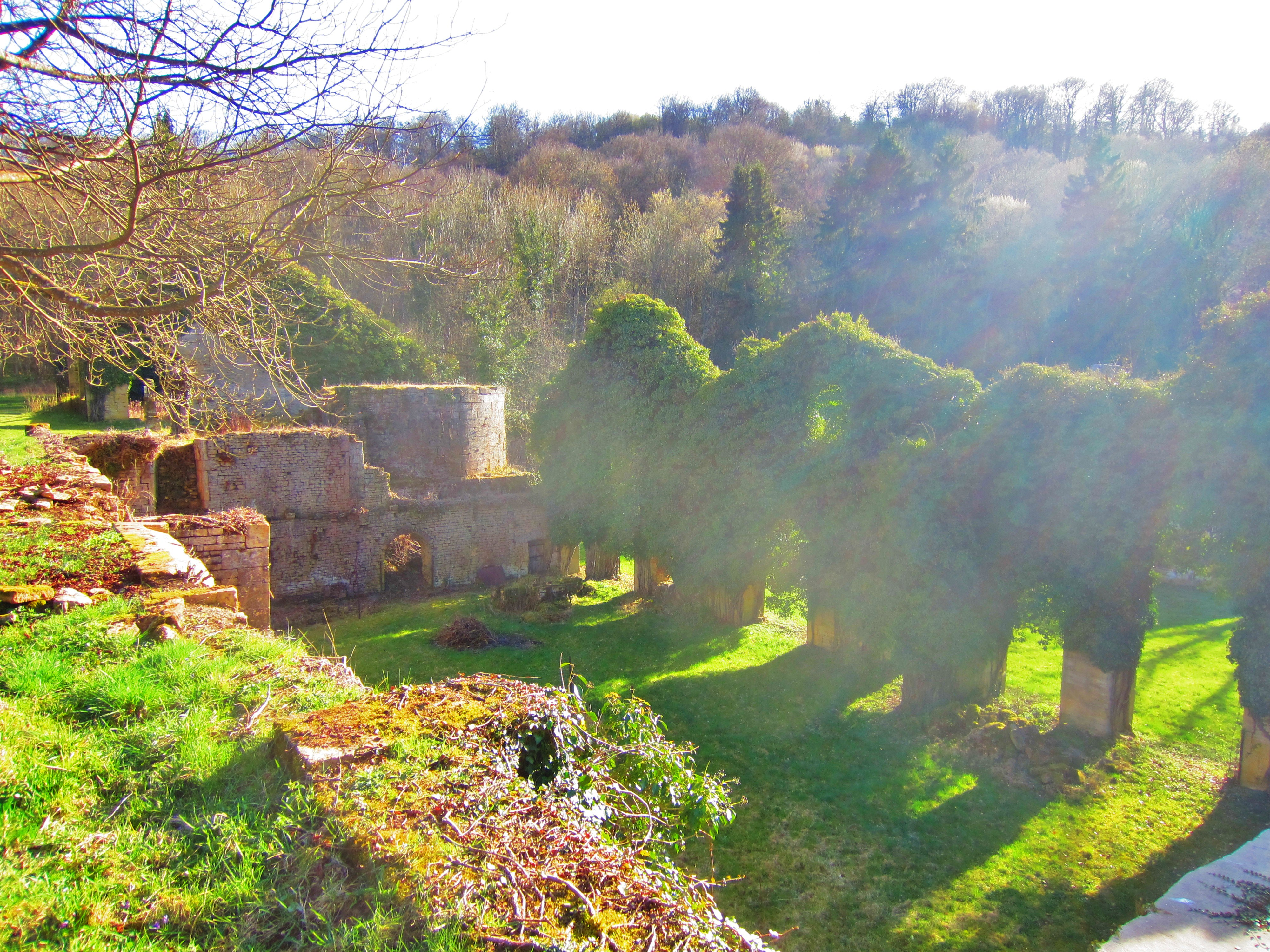
Vestiges de la forge de Buré.
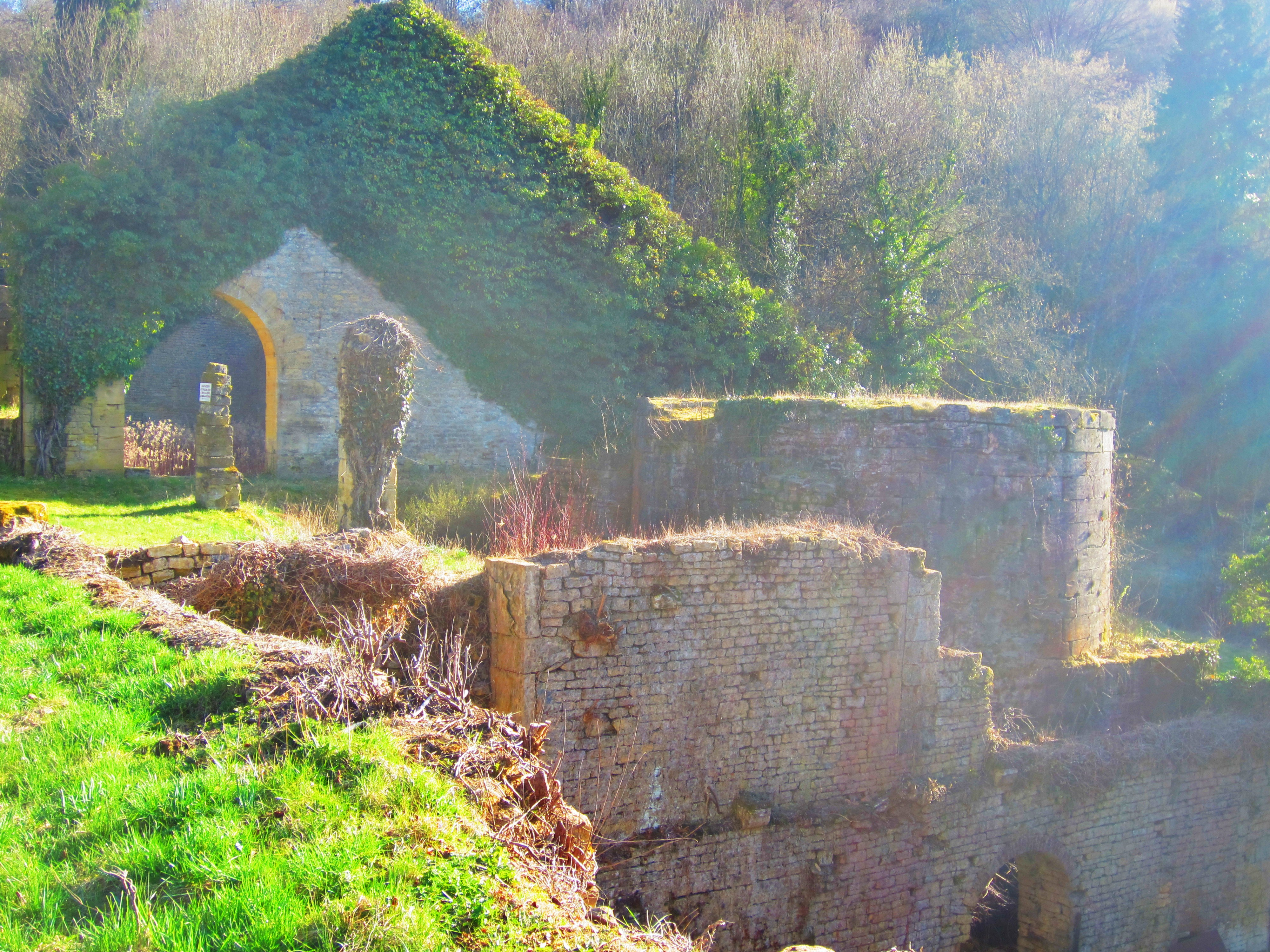
Vestiges de la forge de Buré.

En 2016, la commune compte plusieurs petites entreprises (services à la population, mécanique générale, divers services...). Elle a développé un projet éolien qui comporte 5 aérogénérateurs reliés au réseau ERDF d'une puissance de 10 mégawatts.

## Culture locale et patrimoine

### Lieux et monuments

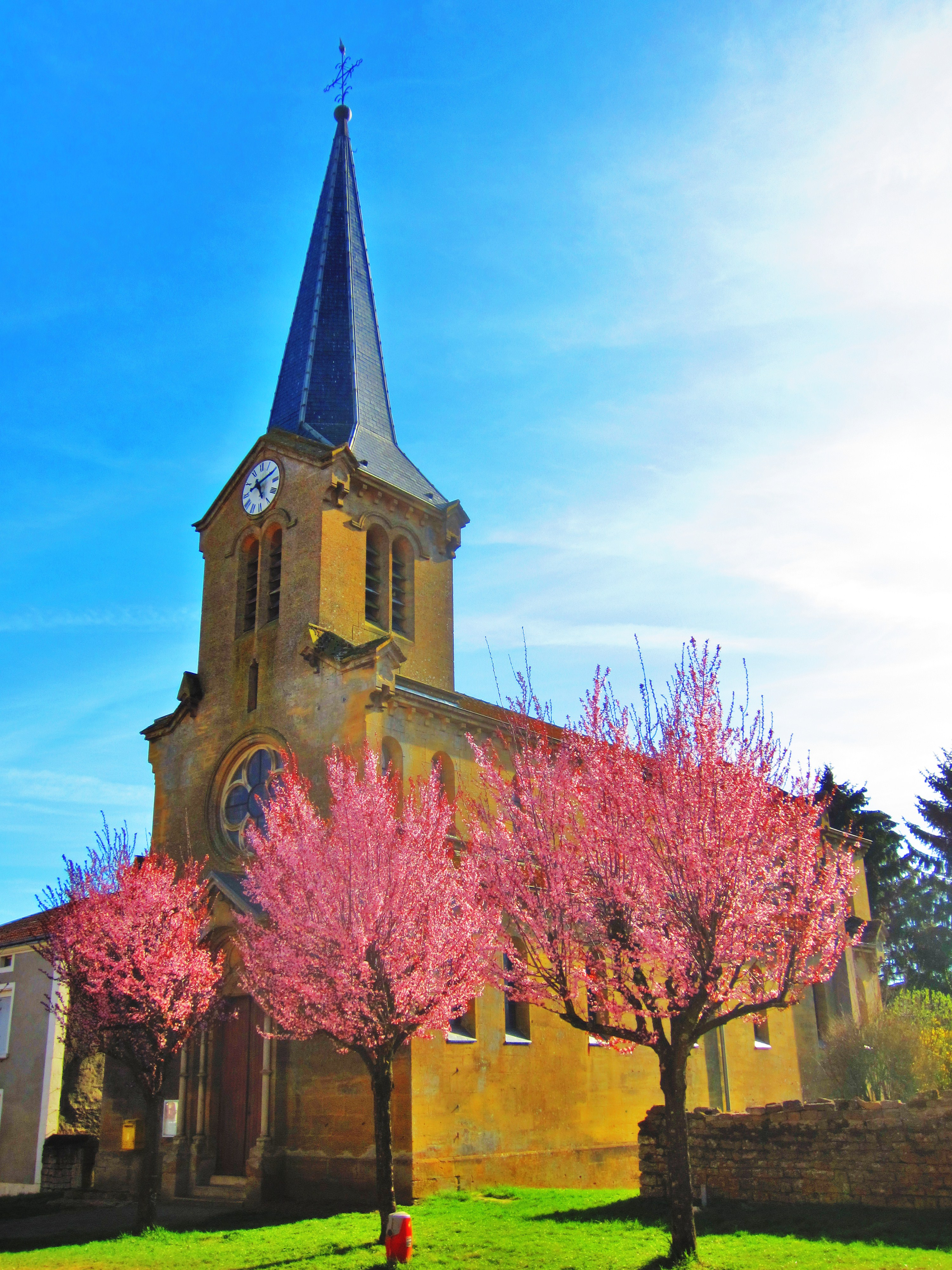
Église Saint-Nicolas à la Malmaison.

#### Édifices civils
- Nécropole mérovingienne.
- Ancien haut fourneau de Dorlon (1838).
- Château fort, château de Domey à la Malmaison, mentionné dans une bulle de 1184 parmi les biens de la collégiale de Longuyon, propriété de la famille de Failly au XVe siècle, de la famille de Custine de 1499 aux années 1730, puis vendu aux religieux de l'abbaye de Chatillon (Meuse). Vendu comme bien national à deux fermiers de la Malmaison et détruit en 1818 puis en 1824. La tour, détruite en 1824, avait été reconstruite en 1573 (date portée) pour Martin de Custine, reconstructeur du château de Cons-la-Grandville. À l'emplacement du château subsiste seulement un terre-plein.
- Maison forte la Malmaison, construite au XVIe siècle pour la famille Arquin dont il ne subsiste que la partie droite à base talutée. Parties agricoles du XVIIIe siècle. Transformée et repercée au XIXe siècle et au XXe siècle. Éléments défensifs.
- Grande maison dite château de la Providence, construite vers 1830 pour la famille Bidoyen, cédée par héritage aux pères de La Salette en 1934-1935 qui le transformèrent en petit séminaire et l'occupèrent jusqu'en 1939-1940, puis revendu après la guerre aux usines de la Providence (société Cockerill), actuellement maison.
- Domaine de l'ancienne forge de Buré, y compris la digue empruntée par le chemin vicinal dit de Buré, inscrit au titre des monuments historiques depuis 1991[24].
- Cinq éoliennes, installées en 2014[25].

#### Édifices religieux
- Église paroissiale Saint-Pierre à Allondrelle. L'église apparaît déjà dans les écrits dès 1235. Elle dépendait de l'abbaye d'Orval en Belgique. Elle fut agrandie agrandie de 1859 à 1861. Ces travaux ont eu pour conséquence d'allonger la nef de 16, 70 mètres et l'établissement d'un transept comportant les confessionnaux. Un avant-chœur donne accès à deux sacristies. Le nouveau chœur est à pans coupés, éclairé par cinq croisées. En 1940, la guerre n'a pas épargné l'édifice. La voûte et la quasi-totalité des décors furent détruites. la reconstruction de la nef a été opérée entre 1948 et 1950.
- Église paroissiale Saint-Nicolas à La-Malmaison, construite en 1867, 1868, en remplacement de la chapelle Saint-Nicolas.
- Chapelle Saint-Nicolas à La-Malmaison, construite à partir de 1733 et bénite en 1738 par l'évêque auxiliaire de Trèves, Lothar Frédéric von Nalbach, détruite à l'époque de la construction de l'église paroissiale.
- Chapelle de L'Ange-Gardien à La-Malmaison, construite en 1729 (date portée par le linteau de la porte d'entrée et par une pierre de fondation située sur le mur ouest), aux frais de Désiré Arquin, seigneur en partie d'Allondrelle et de La-Malmaison.
- Chapelle-ermitage de Sainte-Reine au Lary, érigée en 1677, date portée par la clef du linteau de la porte de la chapelle comprenant le logement de l'ermite dans son prolongement. En 1836, date portée par le linteau de la porte piétonne de la ferme, sont ajoutés plusieurs bâtiments agricoles. Ensemble de plan rectangulaire, coiffé d'un campanile à flèche polygonale. Encadrement suivant l'ordre toscan. À l'intérieur, autel avec retable de la fin du XVIIe siècle, typique de cette région (en chêne peint avec chutes végétales et têtes d'angelots ailées). L'ermitage comporte une grande pièce, avec cheminée et four à pain. Cet édifice est inscrit au titre des monuments historiques depuis 2002[26].

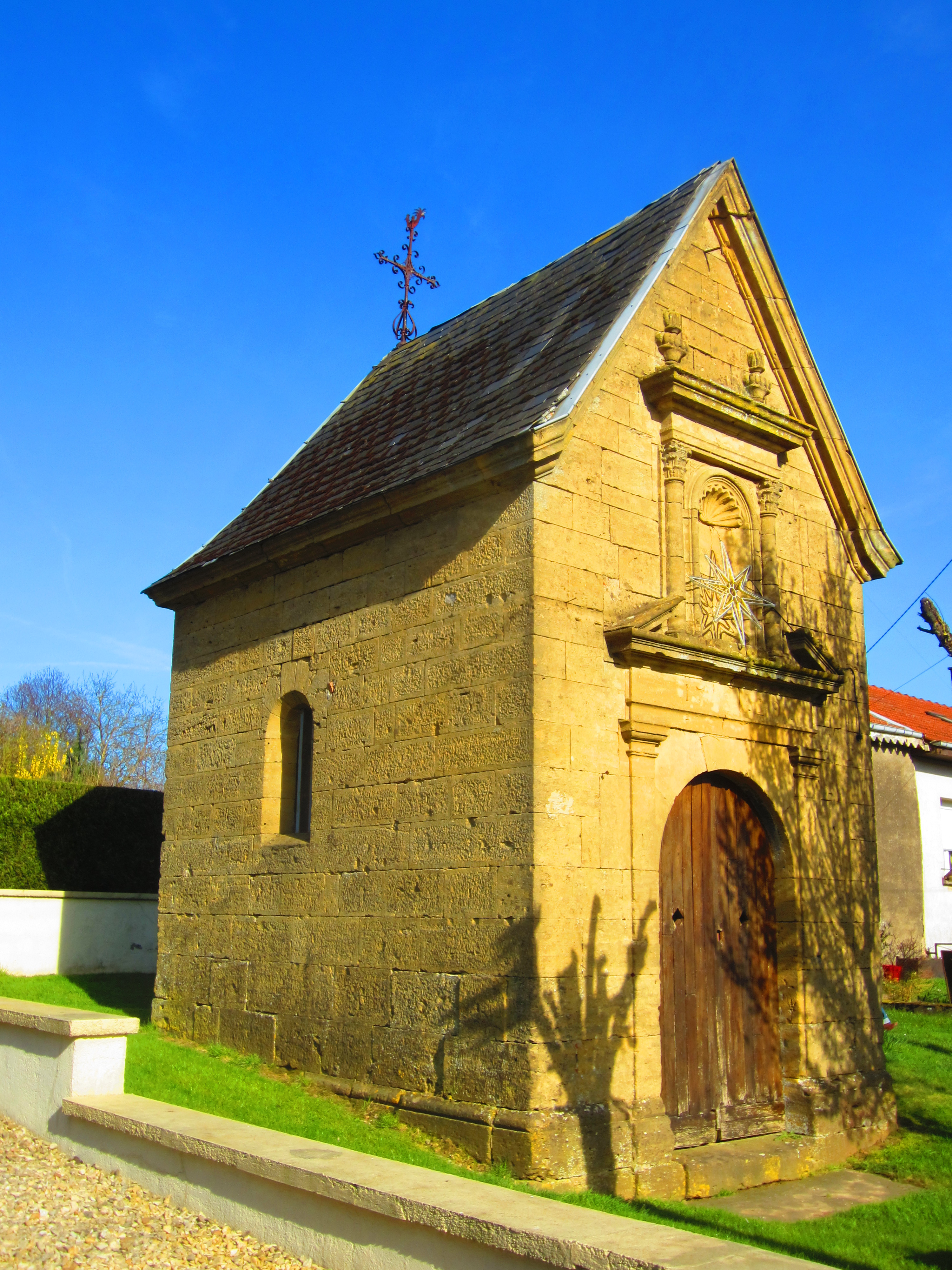
Chapelle de L'Ange-Gardien à la Malmaison.
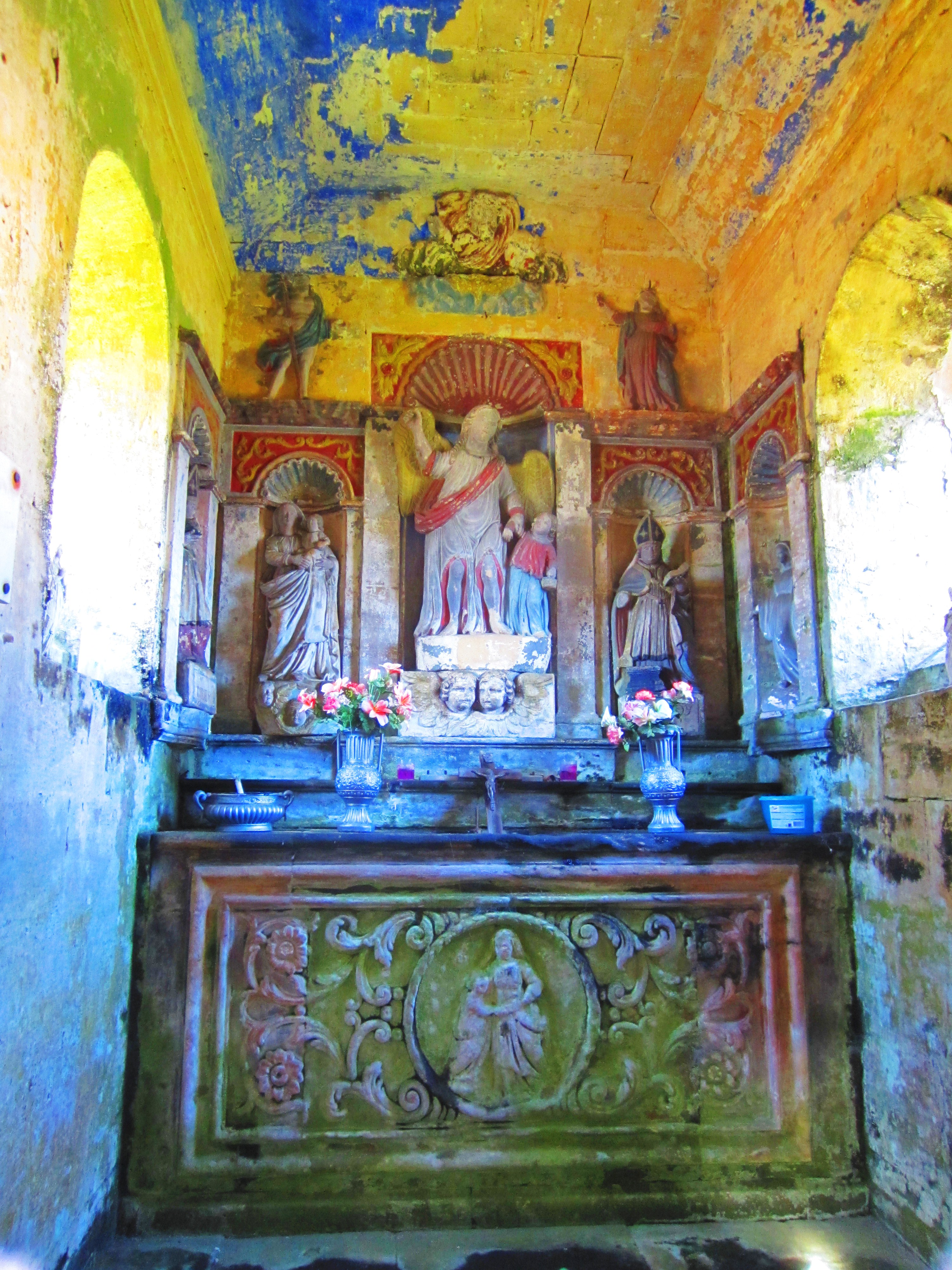
Intérieur de la Chapelle de L'Ange-Gardien à la Malmaison.
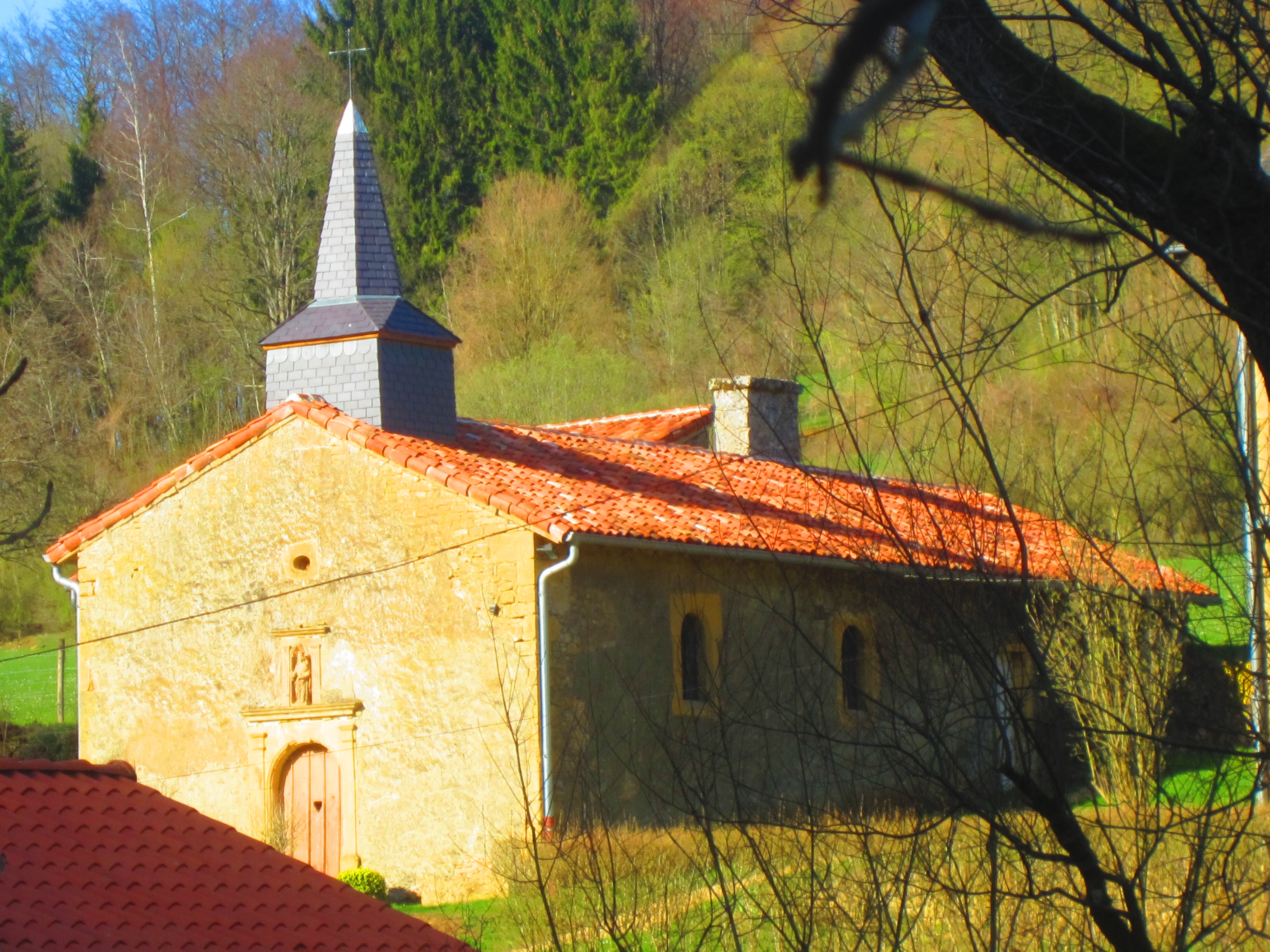
Chapelle-ermitage de Sainte-Reine au Lary.

### Héraldique
| Blason de Allondrelle-la-Malmaison | Blason  | Parti d'or à une clef de gueules, et du même à trois besants du premier rangés en pal; le tout sommé d'un chef ondé d'azur à une bague du premier à trois diamants au naturel mouvant du trait du chef.                                |
| Blason de Allondrelle-la-Malmaison | Détails | Le 1er symbolise Saint Étienne, patron de l'église d'Allondrelle. Le 2d Saint Nicolas, patron de l'église de la Malmaison. Le chef reprend les armes de l'abbaye de Saint Pierremont. Le statut officiel du blason reste à déterminer. |